# Tyskland ved vinter-OL 2014
Tyskland deltog ved vinter-OL 2014 i Sotji, som blev afholdt i perioden 7. til 23. februar 2014.

## Medaljer
| 2014 Sotji | Guld | Sølv | Bronze | Total |
| Tyskland   | 8    | 6    | 5      | 19    |

## Medaljevindere
| Medalje | Navn                                                         | Sportsgren         | Disciplin                               |
| ------- | ------------------------------------------------------------ | ------------------ | --------------------------------------- |
| Guld    | Felix Loch                                                   | Kælkning           | Single                                  |
| Guld    | Natalie Geisenberger                                         | Kælkning           | Single                                  |
| Guld    | Tobias Arlt Tobias Wendl                                     | Kælkning           | Double                                  |
| Guld    | Felix Loch Natalie Geisenberger Tobias Arlt Tobias Wendl     | Kælkning           | Holdkonkurrence                         |
| Guld    | Maria Höfl-Riesch                                            | Alpint skiløb      | Superkombination                        |
| Guld    | Eric Frenzel                                                 | Nordisk kombineret | Individuelt – normal bakke / 10 km      |
| Guld    | Carina Vogt                                                  | Skihop             | Individuelt – normal bakke              |
| Guld    | Andreas Wank Marinus Kraus Andreas Wellinger Severin Freund  | Skihop             | Holdkonkurrence – stor bakke            |
| Sølv    | Maria Höfl-Riesch                                            | Alpint skiløb      | Super-G                                 |
| Sølv    | Tatjana Hüfner                                               | Kælkning           | Single                                  |
| Sølv    | Erik Lesser                                                  | Skiskydning        | Individuelt                             |
| Sølv    | Erik Lesser Daniel Böhm Arnd Peiffer Simon Schempp           | Skiskydning        | 4 × 7,5 km stafet                       |
| Sølv    | Eric Frenzel Björn Kircheisen Johannes Rydzek Fabian Rießle  | Nordisk kombineret | Holdkonkurrence – stor bakke / 4 × 5 km |
| Sølv    | Anke Karstens                                                | Snowboarding       | Parallel slalom                         |
| Bronze  | Nicole Fessel Stefanie Böhler Claudia Nystad Denise Herrmann | Langrend           | 4 × 5 km stafet                         |
| Bronze  | Aljona Savchenko Robin Szolkowy                              | Kunstskøjteløb     | Parløb                                  |
| Bronze  | Viktoria Rebensburg                                          | Alpint skiløb      | Storslalom                              |
| Bronze  | Fabian Rießle                                                | Nordisk kombineret | Individuelt – stor bakke / 10 km        |
| Bronze  | Amelie Kober                                                 | Snowboarding       | Parallel slalom                         |

## Doping
Den femdobbelte olympiske medaljevinder Evi Sachenbacher-Stehle er testet positiv ved en doping-prøve. Skiskytten blev nummer fire i 12,5 km-løbet d. 17. februar.